# Émile Witmeur
 (septembre 2014).
Émile V. Witmeur, dit Mimille Witmeur, mort le 6 décembre 1987, est un aviateur belge, engagé comme soldat volontaire de l'Aéronautique militaire en 1926, qui a participé au mouvement de résistance en Belgique durant la Seconde Guerre mondiale.

## Biographie

### Enfance et adolescence
Émile Witmeur naît d'Émile Witmeur, né en 1874, professeur d'université.
Son premier souvenir aéronautique remonte à 1912 lorsqu’à l’âge de 5 ans, Émile Witmeur observe l’aéroplane de Léon Parisot, à Jupille, peu de temps avant l’accident dramatique du pilote-concepteur français. 
Il passe la Première Guerre mondiale à Liège d’où il a le loisir d’observer des Zeppelins sur le chemin de l’Angleterre, ainsi que des Taubes. Après l’Armistice, les courts romans de 32 pages de la « Collection Patrie » constituent une source d'inspiration. Selon ses propres dires, sa vocation aéronautique se déclare le 18 mai 1919 lorsque passant près d’un champ de manœuvre il assiste à un simulacre de bombardement de batteries d’artillerie par des appareils portant les cocardes françaises. 
C’est lors du meeting aérien de Bierset en 1921 qu’il effectue son baptême de l’air sur un appareil Demonthy-Poncelet piloté par Joseph Bloem. 
Avec Albert Colpaert, il crée la première section de Propagande Aéronautique à l’athénée de Liège. Ses résultats scolaires n’étant pas particulièrement brillant, il décide de faire son service militaire avant d’entreprendre des études universitaires.

### L'Aéronautique militaire
Émile Witmeur réussit le concours d’entrée lui permettant de signer un engagement de trois ans dans l’Aéronautique militaire, l’ancêtre de la Force Aérienne Belge puis de la Composante Air. Il entre à l’école de pilotage de Wevelghem pour faire partie de la 10e escadrille d’école. Après quelques semaines d’instruction militaire, il effectue un premier vol destiné à évaluer les réactions du passager à bord d’un Avro 504 K. Très vite, les élèves sont soumis à la loi du bizutage des anciens. Après 2 mois d’instruction militaire, il est nommé caporal élève-pilote avant de rejoindre l’aérodrome de Saint-Hubert, une petite école dotée de trois appareils R.S.V.32-90 à moteur Anzani de dix cylindres. Après avoir passé l’examen théorique du premier brevet, il revient à Wevelghem et retrouve ses camarades de promotion dispersés à Deurne et Gosselies. Le moniteur Georges-Yvan Van Damme le prend en main. Il a également l’occasion de voler sur un antique Caudron G3. Très vite, il est également confronté à la mort des premiers camarades et moniteurs : les accidents étaient en effet légion durant cette période de l’entre-deux-guerres.
Il passe ensuite sur Avro 504 K à moteur Clerget rotatif de 130 ch, appareil sur lequel il apprend les rudiments d’exercices de haute école (terme de l’époque désignant la voltige aérienne). Il est le seul de sa promotion à réussir l’épreuve de navigation du brevet élémentaire après un vol entre Wevelghem et Bruxelles. Il tâte également les commandes du Morane A.R. mais aussi de Havilland DH 9. C’est non sans mal, après avoir posé son Morane dans une mare qu’il avait pris pour un pré, qu’Émile Witmeur réussit l’épreuve du brevet militaire. Il est alors nommé sergent.

#### La vie en escadrille
Witmeur est alors affecté à la 7e escadrille de reconnaissance à Gossoncourt, commandée par le capitaine Bastin. L’unité est équipée de DH 9 et d’Ansaldo 300 à moteur Fiat de 300 ch. Il est pris en charge par Alfred Delaye. À la suite de l’accident mortel de Joseph Vrancken, Émile Witmeur est appelé à prendre sa place à la 1re escadrille de bombardement de Bierset, escadrille commandée par le lieutenant Maurice Damblon, dit « Père Céleste ». Il fait la connaissance du biplan DH 4 à moteur Rolls-Royce Eagle de 360 ch, peu apprécié car susceptible d'entrer en vrille. Ernest Van der Heyden a pour mission de lui inculquer les rudiments du métier de pilote de bombardement, et notamment le délicat vol en formation. Les mois passent et Witmeur continue sa progression dans cette unité opérationnelle. Parfois, des événements insolites se produisent, tels ce pilote nouvellement arrivé qui brisera trois appareils DH 4 en une journée avant d'être radié. Un autre jour, Émile Witmeur fait partie des 9 DH 4 qui défileront au-dessus du navire du Roi Albert partant pour le Congo.
En 1928, les premiers Breguet XIX arrivent à Bierset. L’auteur poursuit son entraînement en matière de reconnaissance photographique au moyen d’appareils à plaques. Ces reconnaissances s’effectuent au profit du Corps d’Armée. Il a également l’occasion de piloter le Morane-Saulnier MS.230 pour effectuer des figures de voltige. Witmeur est suspendu une première fois pour indiscipline en vol après avoir survolé d’une façon répétée le clocher d’une église. Il fit alors les frais d’un renforcement de la discipline après les nombreux accidents des années 1928 et 1929 en Belgique. Pendant plusieurs mois, Witmeur est transformé en signaleur, guidant les appareils au sol, une mise à pied qui allait durer sept mois. Après ce long intermède au sol, il devient pilote de première catégorie, apte à entrer immédiatement en campagne.
Parallèlement, Witmeur s’intéresse au vol à voile grâce à un pionnier belge de la discipline, le lieutenant Damblon. Ensemble, ils créent le club « Le Planeur » avec comme première machine un Zögling. En 1931, Damblon découvre une zone aux collines bien dégagées à Hébronval, près de Vielsalm. Les deux compères organisent la première quinzaine de vol à voile. Au cours d’un vol à bord d’un modèle Prüfling, Witmeur devient le 8e belge à détenir le brevet « C ». S’enhardissant peu à peu, Witmeur est invité à effectuer une démonstration dans le cadre de courses cyclistes. Plus tard, Witmeur participa à de nombreux meetings aériens comme pilote, passager ainsi qu'ainsi que comme commentateur. Il côtoiera de nombreuses vedettes de l’époque (Détroyat, Doret, Udet, Maryse Bastié, Maryse Hilz…). Sa vie en escadrille est rythmée par des exercices de vol de nuit qui lui valent les félicitations de ses chefs.

#### Pilote de réserve
Bien vite, un dilemme se présente à Émile Witmeur. S’étant engagé comme volontaire, il ne peut franchir le grade d’adjudant. Il pouvait s’inscrire à l’École d’Armes et passer des examens pour devenir officier, mais l’âge devait l’interrompre tôt dans sa carrière. Il décide donc de passer dans la réserve après s’être inscrit au Cercle Liégeois d’Aviation de Tourisme, créé par Edmond Weekers (un ancien de la guerre 1914-1918). Witmeur a ainsi le loisir de prendre à son bord des civils pour la première fois grâce notamment à un R.S.V. 90 chR.S.V. ainsi qu’à un Tipsy Blue-Bird de 16 ch. Mais la vie est dure durant les années 1930 en Belgique. Pour gagner sa vie, Wirmeur pratique divers métiers dont celui de représentant en vin. Il collabore également à la revue « La Gaule ». Il devient ensuite professeur d’anglais dans une école du soir. Il effectue également de petits travaux comme le largage de tracts publicitaires au-dessus du circuit automobile de Spa-Francorchamps. Volant de nuit en compagnie d’un autre pilote, il est victime d’un accident : les deux s’en sortent sans blessures graves.
Devant la montée en puissance de l’Allemagne nazie, Witmeur, qui est alors pilote militaire de réserve, décide d’obtenir le brevet supérieur de pilote d’avion. Il se présente à la session de novembre 1934 et réussit les différentes épreuves. Il ne lui reste plus que l’examen pratique de navigation qui consiste en un voyage entre différents points de la Belgique.

#### L'incident diplomatique
C’est confiant qu’il se présente à Bierset le 8 novembre 1934 pour passer l’épreuve finale du brevet à bord d’un Breguet. Le parcours de navigation prévoyait de rejoindre la ville de Turnhout avant de mettre le cap sur Schaffen-Diest. Ce vol, anodin en apparence, va bientôt engendrer une tension militaro-diplomatique avec l’Allemagne. En effet, trompé par une fausse indication sur l’orientation du vent lors de la préparation de son vol, il est contraint de se poser près de Cologne... sur la rive droite du Rhin. Un commissaire de police le fouille et découvre ses vêtements civils, synonyme d’espionnage à ses yeux. En outre, l'appareil est porteur d’insignes guerriers et se voit équipé d’une mitrailleuse. Le consul général de Belgique à Cologne est appelé à la rescousse. L’Oberst Walz, chef de l’administration de l’aéronautique pour la région de Cologne et ancien pilote de la Jasta 2, arrive également sur place. Finalement, tout semble rentrer dans l’ordre après un séjour de quelques jours mis à profit pour démonter et rapatrier l’appareil en Belgique.
Quinze jours après sa mésaventure, le sergent aviateur de réserve Witmeur apprend qu’il est rayé du personnel navigant à la suite d'une déclaration qui lui aurait été attribuée selon laquelle « il n’avait pas atterri sur un aérodrome allemand de peur d’y être accueilli à coup de fusil ». Malgré une lettre écrite en sa faveur à destination du ministre de la Défense Nationale, la sanction est entérinée par l’Aéronautique militaire. 
Quelque temps plus tard, ne voulant rien céder qui puisse entacher son honneur, Wilmeur demande au colonel allemand Walz d’intervenir auprès d'Hermann Göring. Ce dernier, ancien pilote du premier conflit mondial, établit un dossier qu’il fait parvenir au ministre de la Défense Nationale belge par l’intermédiaire du secrétaire d’État Milch. Le 1er mai 1935, une note de l’Aéronautique militaire le réintègre dans le personnel navigant.

### La montée des périls en Europe
Witmeur, en tant que réserviste, vole sur un Fokker VII trimoteur prêté par le Service Technique dans le cadre d’expérimentations de vols de nuit. Il prend la place de mitrailleur de queue.
À l’été 1936, Witmeur s’embarque pour devenir professeur au Lycée Hellénique d’Alexandrie, en Égypte. Après cet intermède de moins d’un an, il rentre à Bierset pour ne pas perdre sa qualification avant d’être versé définitivement à la 3e escadrille. Côté professionnel, Witmeur entame sa reconversion comme aide-soudeur. Son travail de nuit lui laisse alors le « loisir » de voler de jour tout en passant ses fins de semaine à l’aérodrome de Liège.
Sa route croise celle de Paul Henry de la Lindi, commandant de la 3e escadrille qui deviendra par la suite la 11e escadrille de reconnaissance. De la Lindi rejoindra la Grande-Bretagne après l’invasion allemande de mai-juin 1940. Il sera fusillé le 31 mai 1943 avec une partie des membres du réseau de résistance qu’il fonda en Belgique après s’être fait parachuté.
En 1938, la situation internationale se dégradant, le ministre de la Défense Nationale met l’armée sur pied de paix renforcé. Les pilotes de réserve sont invités à effectuer un stage de ré entraînement à l’école de Wevelghem. Après de longues années de vol sur Breguet, Witmeur est lâché sur un Renard R.31 doté d’un moteur Rolls-Royce Kestrel de 480 ch, un avion racé mais capricieux. Accompagné d’un observateur, il effectue des missions de reconnaissance photographique. Witmeur devient également secrétaire pour la section des Beaux-Arts de l’exposition de l’Eau qui ouvre ses portes à Liège en mai 1939. Il participe au meeting aérien d’Arlon puis une semaine plus tard au meeting international commémorant le 25e anniversaire de la création de l’Aéronautique militaire.

### Seconde Guerre mondiale
Après l’invasion de la Pologne par l’Allemagne, en septembre 1939, Witmeur décide d’abandonner son poste de secrétaire de l’exposition. Il est affecté à la 11e escadrille de Bierset comme sergent de réserve du Personnel Navigant. Désirant devenir chef de peloton, il se présente à l’épreuve théorique du Brevet Supérieur d’aviation, épreuve qu’il réussit avec brio. Il devient donc premier sergent.
Witmeur s’occupe de deux jeunes pilotes. S’ensuit une période d’inaction relative que d’aucun qualifieront de drôle de guerre en France (la Belgique est alors neutre), marquée par des incursions de l’aviation allemande et la riposte des chasseurs et de la DCA belge. À la suite d’une panne à bord d’un Renard 31, Witmeur est contraint d’effectuer un atterrissage forcé sur la plage du Coq.
Le 10 mai 1940, Émile Witmeur apprend à 4h00 du matin que l’Allemagne est passée à l’attaque à l’ouest. Tout comme ses collègues de la 9e escadrille, les appareils s’envolent au petit jour vers le terrain d’alerte de Duras, la 11e escadrille rejoignant Hannut. Le 25 mai, la moitié des douze appareils constituant la dotation de l’escadrille a disparu dans la bataille. L’unité est contrainte de se replier sur Swevezele, près de Bruges puis sur l’aérodrome de Steen, à Ostende. Le 27 mai, la Belgique capitule.

#### L'occupation, la résistance
Décidés à rejoindre l’Angleterre, les cinq pilotes de la 11e escadrille ayant conservé leur appareil constatent avec amertume que les appareils ont été sabotés. Comme d'autres, Witmeur décide de rentrer chez lui. Sur le chemin, il est fait prisonnier mais parvient à s’échapper à vélo. Après plusieurs tentatives pour s'échapper, il est finalement repris et emmené en Prusse-Orientale à l’Oflag VII B. C'est finalement peu avant Noël 1940 que Witmeur, comme plusieurs de ses camarades, reçoit un sauf-conduit pour rejoindre Liège. Il apprend qu’il est recherché par les Allemands. Convoqué, fera partie des vingt premiers otages de la ville de Liège en cas de représailles. Il est contacté par Paul Doneux qui lui propose de travailler pour un service de renseignement en attendant de rejoindre l’Angleterre.
En juillet 1941, les sergents Pirotte et Van Gompel lui proposent de rallier l’Angleterre avec un avion de tourisme conservé dans une ferme. Méfiant et n’ayant pas d’information sur l’appareil en question, Witmeur refuse : les deux hommes sont arrêtés par les Allemands puis déportés à Dachau. Il sera d’ailleurs confronté à d’autres trahisons durant la période de l’occupation. Le 8 août 1941, il porte secours à un équipage de six Anglais qui s’étaient posés avec leur bombardier Wellington sur l’aérodrome de Deurne occupé par la Luftwaffe. Il parvient à confier quatre des hommes au réseau Beaver Baton spécialisé dans le renseignement et le sauvetage d’aviateurs alliés. Requis pour effectuer des prestations de surveillance de voies, il ne recueillera à cette occasion que peu de renseignements utiles. Il apprend le métier de relieur en vue de dissimuler des messages dans la reliure des livres. En avril 1942, Witmeur doit rejoindre Londres en passant par l’Espagne. Son voyage à peine entamé s’achève à Bruxelles après avoir été arrêté par les Allemands en compagnie de son contact Paul Pochet. Il est incarcéré à la prison de Saint-Gilles. Après plusieurs mois de détention, il est libéré un beau matin.
Le 22 septembre 1942, Witmeur retrouve son ancien commandant Paul Henry de la Lindi. Ce dernier le dissuade de rejoindre l’Angleterre, arguant que le temps pour devenir navigant opérationnel serait trop important, et qu’il serait d’une plus grande utilité en Belgique. Émile Witmeur fait désormais partie du réseau « Thomas More » nouvellement créé. À la suite de l’infiltration d’agents allemands se faisant passer pour des pilotes parachutés, Witmeur doit faire profil bas pendant quelque temps. C’est la période la plus sombre pour l'ancien pilote belge qui voit l’anéantissement des réseaux de résistance kees Smit et Thomas More. En février 1944, Witmeur franchit une étape de plus en s’engageant dans un groupe armé. Les armes à la main, il participe à la libération de la ville en septembre 1944.
Dès la libération de Liège acquise, Witmeur offre ses services aux forces américaines installées sur le terrain de Bierset. Il rencontre le colonel Laurence S. Fulwider du 42nd Air Depot Group de la 9th Air Force de l’USAAF. C’est d’ailleurs le colonel en personne qui lui fera reprendre l’air à bord d’un bimoteur Lockheed P-38 Lightning, son premier vol depuis le 27 mai 1940. Witmeur dispose sous ses ordres de 130 civils après avoir été nommé Manager of Engineering par les Américains. À la suite de la contre-offensive allemande dans les Ardennes, la base de Bierset accueille des centaines d’appareils apportant des fûts de kérosène dans le cadre de l’opération « Red Ball ». Witmeur hérite d’un Piper Cub dont le pilote doit passer des congés en Angleterre. Pendant deux mois, il emmènera divers collaborateurs pour une balade dans le ciel de Bierset avant que les autorités américaines reprennent l’appareil.

### L'après guerre
Après la guerre, le virus de l’aviation n’abandonne pas Émile Witmeur. Il s’inscrit au Royal Motor Union qui ouvre une section aviation et reprend sa licence de pilote professionnel. Dans un premier temps, il vit en peignant des drapeaux belges et américains sur des mouchoirs en soie découpés dans des parachutes. Il donne également des baptêmes de l’air et vole pour remorquer des publicités.
En 1948, il obtient (enfin) une situation professionnelle stable après avoir été engagé par une firme de produits chimiques.
En 1950, Émile Witmeur et sa femme sont invités à Londres par le maréchal de l’air Sir Basil Embry à l’invitation du Royal Air Forces Escaping Society, une association d’aviateurs de la Royal Air Force tombés en territoire occupé durant la guerre. En juillet 1960, il est convié aux célébrations du 20e anniversaire de la Bataille d'Angleterre à Londres.
Émile Witmeur n’en oubliera cependant pas ses activités aéronautiques le week-end à l’aéro-club de Spa dirigé par le président Casimir Vintens. Le club verra également l’apparition de l’Aéro-Para-Club, une section parachutisme créé par Charles Pitz et sa femme Liliane. Des Piper Supercruiser sont utilisés pour assurer le largage des parachutistes.
Il est admis au sein de l’association Vieilles Tiges de Belgique, ayant désormais plus de trente ans de brevet de pilote ou d’observateur. Il sera également invité par les commandants de la base de Bierset afin d’honorer les grands anciens.
Jusqu’en 1977, Émile Witmeur donne surtout des baptêmes de l’air avant d’être frappé par une crise cardiaque qui l’empêchera désormais de piloter. Il met un point final à son autobiographie le 12 avril 1980.

## Livres
- Émile V. Witmeur, Contact!... Enlevez les cales, Soumagne: André Grisard, 1980

## Sources
- Émile V. Witmeur, Contact!... Enlevez les cales, Soumagne: André Grisard, 1980